# Khalil Esfandiary Bakhtiary

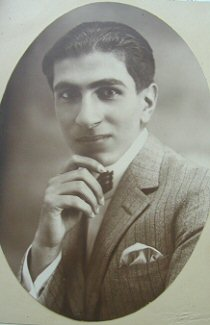
Khalil Esfandiary Bakhtiary

Khalil Esfandiary Bakhtiary oder auch Chalil Esfandiari Bachtiari (* 3. April 1901 in Isfahan; † 16. Januar 1983 in München) war ein iranischer Botschafter.

## Leben
Khalil Esfandiary Bakhtiary war der Sohn von Maryam und Esfandiar Sardar Assad. Zu seinen Vorfahren gehörte ein Esfandiar Khan, der an einem Feldzug von Nadir Schah gegen Indien teilnahm, sowie eine bedeutende Stammesfürstenfamilie der Bachtiaren. Die Bakhtiary beteiligten sich an der konstitutionellen Revolution, in deren Folge sich Mozaffar ad-Din Schah in die russische Botschaft flüchtete.
1909 waren Onkel von Khalil Esfandiary Bakhtiary Saad al Dowleh und Zargham us-Saltaneh Stammesführer im Gebiet von Bakhtiary.
Um ihre Unterstützung für die Förderung von Mineralöl zu honorieren, gründete die Anglo-Persian Oil Company 1909 die Bakhtiari Oil Company und überließ ihnen drei Prozent der Aktien. Während des Ersten Weltkrieges wurden über Bakhtiari Oil Company keine Dividenden ausgezahlt.
Khalil Esfandiary Bakhtiary kam im Herbst 1924 zum Studium nach Berlin und heiratete 1925 Eva Carl (* 1906 Moskau; † 1994 München). Am 22. Juni 1932 wurde in Isfahan die gemeinsame Tochter Soraya Esfandiary Bakhtiary (die spätere Frau des persischen Schahs Mohammad Reza Pahlavi) und 1937 der Sohn Bijan Esfandiary Bakhtiary (beide † 2001) geboren.